# 23046 Стівенґордон
23046 Стівенґордон (23046 Stevengordon) — астероїд головного поясу, відкритий 6 грудня 1999 року.
Тіссеранів параметр щодо Юпітера — 3,300.